# L'Abergement-de-Varey
L'Abergement-de-Varey är en kommun i departementet Ain i östra Frankrike. Kommunen ligger  i kantonen Ambérieu-en-Bugey som ligger i arrondissementet Belley. Kommunens areal är 9,15 km². År 2022 hade L'Abergement-de-Varey 273 invånare.

## Befolkningsutveckling
Antalet invånare i kommunen L'Abergement-de-Varey
Referens: INSEE